# 아프리카고슴도치속
아프리카고슴도치속(Atelerix)은 고슴도치과에 속하는 포유류 동물 속의 하나이다. 아프리카와 남부 유럽에서 발견되는 4종을 포함하고 있다. 소닉이도 이 종류다.

## 하위 종
- 네발가락고슴도치 (A. albiventris) - 아프리카 중부 전역(세네갈과 수단부터 잠비아까지)
- 북부아프리카고슴도치 (A. algirus) - 아프리카 북부(모로코부터 리비아까지)와 스페인의 지중해 해안에 서식. 프랑스 남부와 카나리아 제도의 도입종.
- 남부아프리카고슴도치 (A. frontalis) - 아프리카 남부(앙골라와 짐바브웨부터 남아프리카공화국까지)
- 소말리아고슴도치 (A. sclateri) - 소말리아 북부